# 暗唱
暗唱（あんしょう、あんじゅ、暗誦、諳誦）とは、書いてある文章を頭に記憶し、それを見ないで文章を声に出して唱えること。暗記の効果を表現する方法の一種であり、アクティブラーニングの対義語として用いられることもある。
古くから、教師が読むのを真似し暗唱できるまで繰り返すのは学習の基本的な方法である。現在でも小学校低学年の国語ではこれに類する方法がとられ、英語の学習の初歩もこの形である。

## 記憶方法
黙読・朗読による記憶が最も効果的である。

## 暗唱を用いた競技
- 日本語（弁論大会・暗唱大会）
- 外国語（弁論大会・暗唱大会）